# Черносотници
Черносотници е събирателно название на представителите на консервативните, антисемитски, монархистки и православни кръгове в Руската империя, които активно се противопоставят на Първата руска революция, избухнала през 1905 г. Първоначално те се самонаричат „истински руснаци“, „патриоти“ и „монархисти“, но след това по името на Кузма Минин, извел Руското царство от т.нар. „смутно време“, добиват това си прозвище.
Черносотничеството не представлява „едно цяло“, а включва в себе си различни партии и организации, сред които Черните сотни, Руската монархическа партия, Съюзът на руския народ, Съюзът на Архангел Михаил. Тези партии и организации по смисъла на съвременната политическа терминология са крайно десни и антисемитски.
Социалната база на тези партии и организации е най-разнородна: дворяни, духовенство, фабриканти и дребни собственици, търговци, селяни, работници, занаятчии и полицейски началници, обединени от идеята за съхранение на руското самодържавие под девиза: „Православие. Самодържавие. Народност.“.
Черносотническото движение е активно в периода от Първата руска революция (1905) до Октомврийската революция (1917), като след неуспеха на Първата руска революция осъществява атаки (с неофициалното одобрение на правителството) срещу различни революционни групи, като извършва и редица антисемитски погроми.
|  | Тази страница частично или изцяло представлява превод на страницата „Черносотенцы“ в Уикипедия на руски. Оригиналният текст, както и този превод, са защитени от Лиценза „Криейтив Комънс – Признание – Споделяне на споделеното“, а за съдържание, създадено преди юни 2009 година – от Лиценза за свободна документация на ГНУ. Прегледайте историята на редакциите на оригиналната страница, както и на преводната страница, за да видите списъка на съавторите. ВАЖНО: Този шаблон се отнася единствено до авторските права върху съдържанието на статията. Добавянето му не отменя изискването да се посочват конкретни източници на твърденията, които да бъдат благонадеждни. |